# Parque nacional Islas Smith
Islas Smith es un parque nacional en Queensland (Australia), ubicado a 862 km al noroeste de Brisbane.

## Datos
- Área: 18,70 km²
- Coordenadas: 20°35′21″S 149°06′38″E / -20.58917, 149.11056
- Fecha de Creación: 1994
- Administración: Servicio para la Vida Salvaje de Queensland
- Categoría IUCN: II

Véase también:
- Zonas protegidas de Queensland